# Nilotanypus quadratus
Nilotanypus quadratus är en tvåvingeart som beskrevs av Cheng och Wang 2006. Nilotanypus quadratus ingår i släktet Nilotanypus och familjen fjädermyggor. Inga underarter finns listade i Catalogue of Life.